# Mielichhoferia assamica
Mielichhoferia assamica är en bladmossart som beskrevs av Hugh Neville Dixon 1937. Mielichhoferia assamica ingår i släktet kismossor, och familjen Bryaceae. Inga underarter finns listade i Catalogue of Life.